# Astragalus miniatus
Astragalus miniatus är en ärtväxtart som beskrevs av Aleksandr Andrejevitj Bunge. Astragalus miniatus ingår i släktet vedlar, och familjen ärtväxter. Inga underarter finns listade i Catalogue of Life.